# Vauxcéré
Vauxcéré är en kommun i departementet Aisne i regionen Hauts-de-France i norra Frankrike. Kommunen ligger  i kantonen Braine som ligger i arrondissementet Soissons. År 2018 hade Vauxcéré 67 invånare.

## Befolkningsutveckling
Antalet invånare i kommunen Vauxcéré
Referens: INSEE